# Futbol als Jocs Olímpics d'estiu de 1920
Als Jocs Olímpics de 1920 celebrats a la ciutat d'Anvers (Bèlgica) es disputà un torneig, en categoria masculina, de futbol. El torneig es realitzà entre el 28 d'agost i el 5 de setembre.

## Nacions participants
Participaren 215 futbolistes en representació de 14 nacions:
| - Bèlgica (13) - Dinamarca (20) - Egipte (11) - Espanya (18) - França (21) - Grècia (16) - Itàlia (21) | - Iugoslàvia (15) - Luxemburg (11) - Noruega (17) - Països Baixos (14) - Regne Unit (11) - Suècia (12) - Txecoslovàquia (15) |

## Seus
| Estadi Olímpic         | Estadi Broodstraat     |
| Capacitat: 35,000      | Capacitat: Desconeguda |
|                        |                        |
| Gant                   | Brussel·les            |
| Estadi Jules Otten     | Estadi Joseph Marien   |
| Capacitat: Desconeguda | Capacitat: Desconeguda |
|                        |                        |

## Resum de medalles
| Prova          | Or | Argent | Bronze |
| Futbol masculí | Bèlgica Félix Balyu · Désiré Bastin · Mathieu Bragard · Robert Coppée · Jean De Bie · André Fierens · Emile Hanse · Georges Hebdin · Louis van Hege · Henri Larnoe · Joseph Musch · Fernand Nisot · Armand Swartenbroeks · Oscar Verbeeck · Ivan Thys Entrenador: Raoul Daufresne | Espanya Patricio Arabolaza · Mariano Arrate · Juan Artola · José María Belauste · Sabino Bilbao · Ramón Equiazábal · Ramón Gil · Domingo Gómez-Acedo · Silverio Izaguirre · Rafael Moreno · Luis Otero · Francisco Pagazaurtundúa · Josep Samitier · Agustín Sancho · Félix Sesúmaga · Pedro Vallana · Joaquín Vázquez · Ricardo Zamora Entrenador: Francisco Bru | Països Baixos Arie Bieshaar · Leo Bosschart · Evert Bulder · Jaap Bulder · Harry Dénis · Jan van Dort · Ber Groosjohan · Felix von Heijden · Frits Kuipers · Dick MacNeill · Jan de Natris · Oscar van Rappard · Henk Steeman · Ben Verweij Entrenador: Frederick Warburton |

## Medaller
| Posició | País          | Or | Argent | Bronze | Total |
| 1       | Bèlgica       | 1  | 0      | 0      | 1     |
| 2       | Espanya       | 0  | 1      | 0      | 1     |
| 3       | Països Baixos | 0  | 0      | 1      | 1     |

## Resultats

### Primera ronda
| Txecoslovàquia                                       | 7–0   | Iugoslàvia |
| ---------------------------------------------------- | ----- | ---------- |
| Vanik 20' 46' 79' · Janda 34' 50' 75' · Sedlacek 43' | Resum |            |

 Stadion Broodstraat, Anvers

Àrbitre: Rafael van Praag (PBA)

Assistència: 600        
| Espanya       | 1–0   | Dinamarca |
| ------------- | ----- | --------- |
| Arabolaza 54' | Resum |           |

 La Butte, Brussel·les

Àrbitre: Willem Eymers (PBA)

Assistència: 3.000        
| Itàlia                      | 1–0   | Egipte    |
| --------------------------- | ----- | --------- |
| Baloncieri 25' · Brezzi 57' | Resum | Osman 30' |

 Estadi Jules Otten, Gant

Àrbitre: Paul Putz (BEL)

Assistència: 2.000        
| Noruega                          | 3–1   | Regne Unit   |
| -------------------------------- | ----- | ------------ |
| Gundersen 13' 51' · Wilhelms 63' | Resum | Nicholas 25' |

 Estadi Olímpic d'Anvers

Àrbitre: Johannes Mutters (PBA)

Assistència: 5.000        
| Països Baixos                      | 3–0   | Luxemburg |
| ---------------------------------- | ----- | --------- |
| J. Bulder 30' · Groosjohan 47' 85' | Resum |           |

 La Butte, Brussel·les 

Àrbitre: Georges Hubrecht (BEL)

Assistència: 3.000        
| Suècia                                                                 | 9–0   | Grècia |
| ---------------------------------------------------------------------- | ----- | ------ |
| Olsson 4' 79' · Karlsson 15' 20' 21' 51' 85' · Wicksell 25' · Dahl 31' | Resum |        |

 Estadi Olímpic d'Anvers 

Àrbitre: Charles Barette (BEL)

Assistència: 5.000        

### Quarts de final
| Països Baixos                                           | 5–4   | Suècia                                   |
| ------------------------------------------------------- | ----- | ---------------------------------------- |
| Groosjohan 10' 57' · J. Bulder 44' 88' · de Natris 115' | Resum | Karlsson 16' 32' · Olsson 20' · Dahl 72' |

 Stadion Broodstraat, Anvers

Àrbitre: Josef Fanta (TXE)

Assistència: 5.000        
| Txecoslovàquia               | 4–0   | Noruega |
| ---------------------------- | ----- | ------- |
| Vanik 8' · Janda 17' 66' 77' | Resum |         |

 La Butte, Brussel·les

Àrbitre: Charles Barette (BEL)

Assistència: 4.000        
| França                             | 3–1   | Itàlia     |
| ---------------------------------- | ----- | ---------- |
| Boyer 10' · Nicolas 14' · Bard 54' | Resum | Brezzi 33' |

 Estadi Olímpic d'Anvers

Àrbitre: Henri Christophe (BEL)

Assistència: 10.000        
| Bèlgica            | 3–1   | Espanya    |
| ------------------ | ----- | ---------- |
| Coppée 11' 52' 55' | Resum | Arrate 62' |

 Estadi Olímpic d'Anvers

Àrbitre: Johannes Mutters (PBA)

Assistència: 18.000        

### Semifinals
| Txecoslovàquia                  | 4–1   | França    |
| ------------------------------- | ----- | --------- |
| Mazal 18' 75' 87' · Steiner 70' | Resum | Boyer 79' |

 Estadi Olímpic d'Anvers

Àrbitre: Johannes Mutters (PBA)

Assistència: 12.000        
| Bèlgica                                 | 3–0   | Països Baixos |
| --------------------------------------- | ----- | ------------- |
| Larnoe 46' · Van Hege 55' · Bragard 85' | Resum |               |

 Estadi Olímpic d'Anvers

Àrbitre: John Lewis (ANG)

Assistència: 22.000        

### Final
| Bèlgica                | 2–0   | Txecoslovàquia |
| ---------------------- | ----- | -------------- |
| Coppée 6' · Larnoe 30' | Resum |                |

 Estadi Olímpic d'Anvers

Àrbitre: John Lewis (ANG)

Assistència: 35.000        
La selecció txecoslovaca no estigué d'acord amb l'actuació arbitral i fou desqualificada del torneig per les seves protestes.

### Consolació: primera ronda
| Itàlia                 | 2–1   | Noruega      |
| ---------------------- | ----- | ------------ |
| Sardi 46' · Badini 96' | Resum | Andersen 41' |

 Stadion Broodstraat, Anvers

Àrbitre: Louis Fourgous (FRA)

Assistència: 500        
| Espanya                        | 2–1   | Suècia   |
| ------------------------------ | ----- | -------- |
| Belauste 51' · Gómez-Acedo 53' | Resum | Dahl 28' |

 Stadion Broodstraat, Anvers

Àrbitre: Giovanni Mauro (ITA)

Assistència: 1.500        
| Egipte                   | 4–2   | Iugoslàvia        |
| ------------------------ | ----- | ----------------- |
| Abaza · Allouba · Hegazi | Resum | Dubravčić · Ružić |

 Estadi Olímpic d'Anvers

Àrbitre: Rafael van Praag (ITA)

Assistència: 500        

### Consolació: semifinal
| Espanya          | 2–0   | Itàlia |
| ---------------- | ----- | ------ |
| Sesúmaga 43' 72' | Resum |        |

 Estadi Olímpic d'Anvers

Àrbitre: Paul Putz (BEL)

Assistència: 10.000        

### Consolació: final
| Espanya                        | 3–1   | Països Baixos  |
| ------------------------------ | ----- | -------------- |
| Sesúmaga 7' 35' · Pichichi 72' | Resum | Groosjohan 68' |

 Estadi Olímpic d'Anvers

Àrbitre: Paul Putz (BEL)

Assistència: 14.000        